# 球穗胡椒
球穗胡椒（学名：Piper thomsonii）是胡椒科胡椒属的植物。分布于印度东部以及中国大陆的云南等地，生长于海拔1,300米至1,700米的地区，常生于山谷密林、疏林中和树上，目前尚未由人工引种栽培。

## 异名
- Piper thomsoni (C. DC.) Hook. f. var. microphyllum Y. C. Tseng

## 特征
草质攀援藤本，长1-2米许。
枝干时具细纵纹，无毛。
叶纸质，有细腺点，卵形、卵状披针形或椭圆形，长6.5-14厘米，宽4-8厘米，顶端渐尖至长渐尖，基部通常偏斜，钝圆或浅心形，两面沿脉上被极细的粉状短柔毛（放大镜下始见），背面尤著，老时脱落；叶脉7条，最上1对离基5-15毫米从中脉发出，基部常与中脉平行紧贴，其余2对均自基出；叶柄长1-2厘米，被极细的短柔毛；叶鞘长为叶柄的一半或稍过之。
花单性，雌雄异株，聚集成与叶对生的穗状花序。雄花序于花期比叶片短3倍，密花；花序轴被毛；苞片圆形，无毛，近无柄，盾状，直径约1毫米；雄蕊4枚。雌花序短，球状，长和宽近相等，直径约6毫米，总花梗短于叶柄，长4-5毫米，花序轴和苞片与雄花序的相同; 子房离生，柱头2。 
浆果球形，密集，干时变黑色，直径约2毫米。花期4-6月。